# Unteres Schloss (Immendingen)

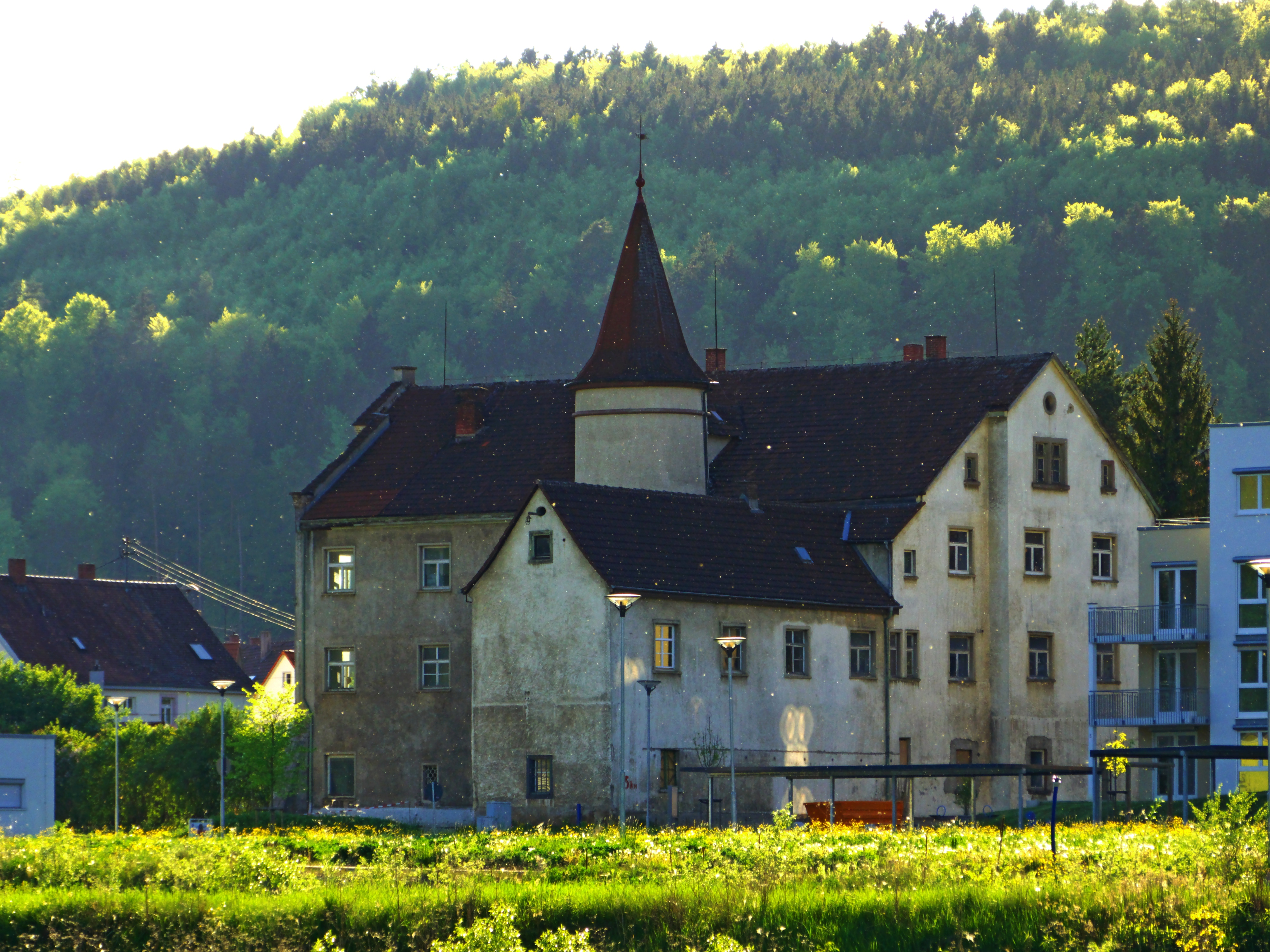
Rückansicht des Schlosses

Das Untere Schloss, ehemals das von Reischach’sche Schloss in Immendingen, wurde vermutlich im 13. Jahrhundert errichtet. Es gehört heute der Gemeinde Immendingen und wird als Kulturzentrum genutzt. Das Schloss ist als ein Kulturdenkmal gemäß §28 DSchG benannt. Es ist in das Projekt „Landschaftspark Junge Donau“ eingebunden, in dessen Rahmen der Schlosshof mit einem Schlossgarten erstellt wurde.
Das Gebäude hat einen L-förmigen Grundriss. Die eine Seite ist der dreigeschossige gemauerte Hauptbau, die andere ein schmaler zweigeschossiger ebenfalls gemauerter Anbau. Im Winkel der beiden Gebäude ist eine Wendeltreppenturm mit einem Spitzen Helm, der bis in das Dachgeschoss des Hauptbaus reicht.

## Geschichte

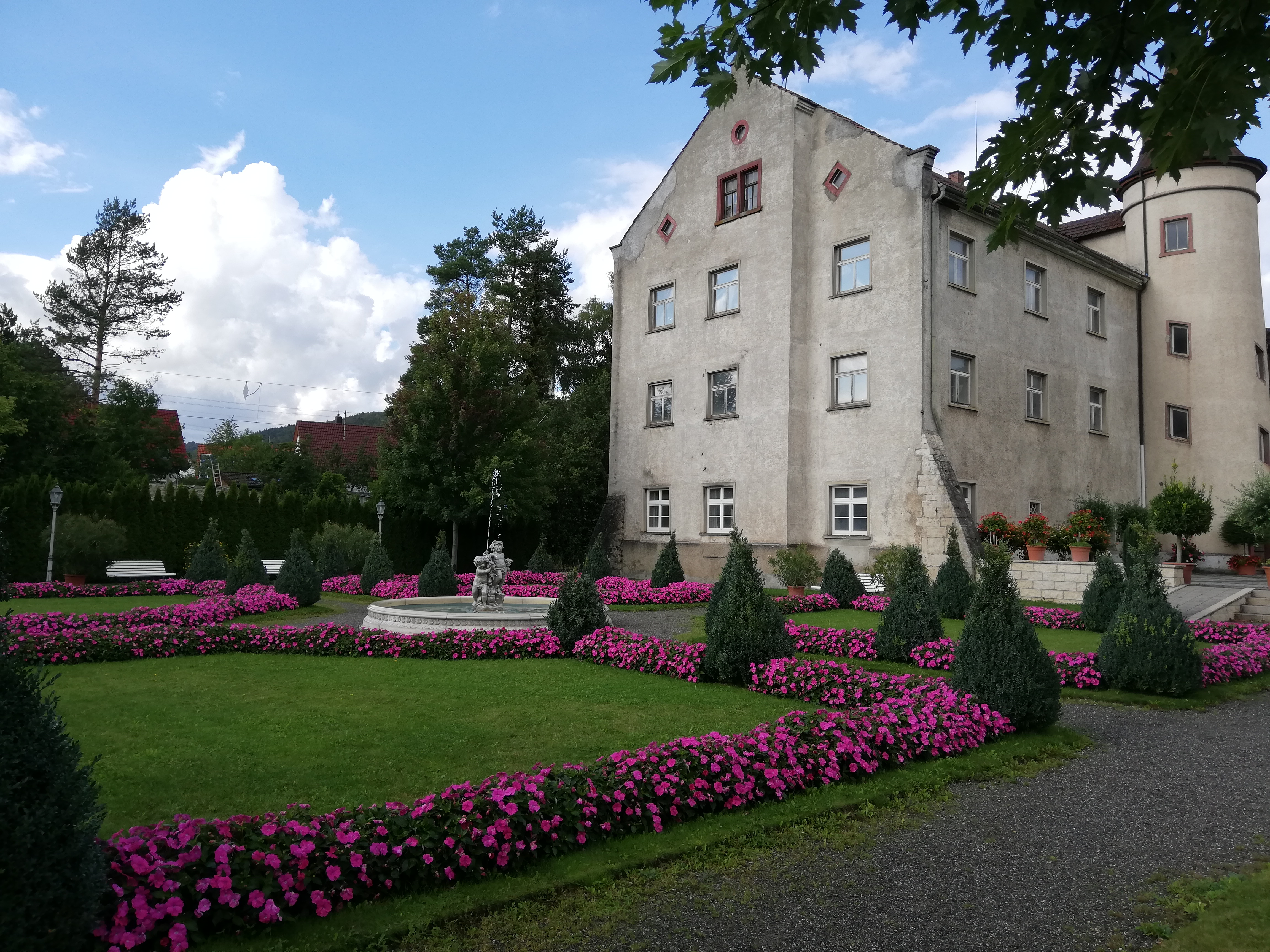
Unteres Schloss mit Schlossgarten 2020

Das im 13. Jahrhundert erbaut Schloss war ein Lehen derer von Wartenberg, ab 1321 gehörte es der Familie Fürstenberg. Ab 1340 ging es an den Jäger von Konzenberg.  Die Untere Burg wurde 1499 an die Jäger genannt Spätt als Kunkellehen gegeben.
Von 1504 bis 1834 befand es sich im Besitz der Familie von Reischach, von denen auch das Wappen – der Eberkopf – mit der Jahreszahl 1608, über dem Eingang angebracht ist, anschließend gehörte es den Fürsten von Fürstenberg.
1878 zog die Maschinenfabrik vom Oberen Schloss in das Untere Schloss, dies war die 1835 errichtete erste Maschinenfabrik Badens. In der Zeit von 1899 bis 1917 gehörte es den  Fürsten von Hohenzollern-Sigmaringen, danach ging es in den Besitz der Familie Johann Georg Mehne über. Diese führte das Unternehmen unter dem Namen „Jäckle-Mehne“ weiter. Bis zum Jahre 1989 wurde die Fabrik unter dem Namen „Immendinger Gießerei und Maschinenfabrik“ geführt. Das Gebäude diente als Verwaltungsbau der Fabrik, die Werkhallen waren in Nebengebäuden.
Nach dem Konkurs der Firma war das Gelände eine Industriebrache und wurde von 2005 bis 2014 durch eine Sanierung der Gemeinde, die auch mit Landesmitteln gefördert wurden, in ein Wohngebiet umgewandelt, zu dem auch der Donauuferpark gehört.  Seit 2009 ist es im Besitz der Gemeinde Immendingen. Die Sanierung des Schlosses unterstützt der INKGE-Verein (Natur-Kultur-Geschichte Immendingen e. V.).